# Red de abuso sexual infantil de Halifax
La red de abuso sexual infantil de Halifax fue un grupo de hombres que cometieron graves delitos sexuales contra niñas menores de edad en las ciudades inglesas de Halifax y Bradford, en Yorkshire Occidental. Fue la mayor investigación sobre prostitución infantil del Reino Unido. En 2016, los autores fueron declarados culpables de violación y otros delitos en varios juicios distintos en el Tribunal de la Corona de Leeds.
En total, se cree que unos cien hombres estuvieron implicados en los abusos infantiles. La policía de Yorkshire Occidental y el Servicio de Fiscalía de la Corona acusaron a 25 sospechosos y 18 de ellos fueron declarados culpables, con una condena de más de 175 años de prisión en total. En febrero de 2019 otros nueve hombres fueron condenados por acosar sexualmente a dos niñas menores de edad en Bradford y sentenciados a más de 130 años de prisión en total. La mayoría de los acusados y posteriormente condenados provienen de la comunidad asiática de la ciudad; existía el temor de que sus arrestos pudieran afectar las relaciones raciales en la ciudad.

## Crímenes
La víctima principal fue identificada como «Jeanette» en los informes gubernamentales. La fiscalía afirmó que la niña, que tenía 13 años cuando comenzaron los abusos, provenía de un entorno familiar problemático y era «solitaria [y] pobre». La pandilla explotó su deseo de amistad y amor, dándole deliberadamente alcohol y drogas para convertirla en adicta y controlarla con mayor facilidad. En entrevistas con la policía, describió haber sido violada y abusada en muchos lugares diferentes, incluidas casas particulares en Halifax, Bradford y Mánchester, y en hoteles de Bradford, Leeds y Londres. Los abusos tuvieron lugar entre 2006 y 2011.
«Jeanette» afirmó que habría sufrido abuso de por lo menos cien hombres, a menudo más de una vez al día y en una ocasión por diecinueve hombres en un corto período de tiempo. Como consecuencia del abuso se contagió de gonorrea y sufrió daños psicológicos permanentes. Aunque conocía a muchos de los hombres sólo por sus apodos, la policía pudo identificarlos utilizando imágenes de cámaras de seguridad de los hoteles en los que fue abusada y analizando ADN en las manchas encontradas en su ropa.
La policía dijo que se trataba de la mayor investigación sobre explotación sexual infantil en el país, «más grande que los casos de alto perfil en Rochdale y Rotherham».
El resultado del informe de la junta municipal de Calderdale de noviembre de 2016 fue que las tres agencias responsables no protegieron a «Jeanette». La policía de Yorkshire Occidental se disculpó diciendo: «En primer lugar, nos gustaría pedir disculpas a la víctima por los fallos de la policía de Yorkshire Occidental».

## Proceso legal
Los miembros de la red fueron detenidos en mayo de 2013. En el primer semestre de 2016 se celebraron tres juicios separados. Trece hombres recibieron sentencias de prisión que sumaban un total de más de 150 años.
El juez Geoffrey Marson criticó duramente a los hombres culpables por cometer graves abusos contra niñas obviamente vulnerables. Los condenó por no mostrar «el más mínimo remordimiento» por su comportamiento y por la forma en que habían infligido dolor, humillación y degradación a una víctima a la que habían incapacitado deliberadamente con alcohol y drogas. Dijo que habían infligido un daño psicológico permanente a la niña, actuando sin preocupación ni sentimientos por nada más que su propia gratificación sexual.

### Arrestos por el mismo caso en 2018
A principios de enero de 2018, otros 20 hombres fueron arrestados como resultado de las investigaciones sobre el mismo caso.

## Veredictos y sentencias
Los condenados en junio de 2016 y sus sentencias fueron las siguientes:
| nombre       | apellido | edad | residencia   | condena |
| ------------ | -------- | ---- | ------------ | --- |
| Hedar        | Ali      | 36   | Bradford     | 25 años por violación y tráfico de personas para prostitución                                                                |
| Haider       | Ali      | 41   | Halifax      | 20 años por actividad sexual con una niña y causar que una persona realice actos sexuales                                    |
| Khalid       | Zaman    | 38   | Bradford     | 17 a0241os y medio por violación y suministro de drogas de clase B                                                           |
| Mohammed     | Ramzan   | 35   | Bradford     | 15 años por violación |
| Haaris       | Ahmed    | 32   | Halifax      | 12 años y medio por actividad sexual con una niña y el suministro de drogas de clase B                                       |
| Tahir        | Mahmood  | 43   | Halifax      | 11 años por actividad secual con una niña y abuso sexual                                                                     |
| Taukeer      | Butt     | 31   | Halifax      | 10 años por actividad sexual con una niña                                                                                    |
| Amaar Ali    | Ditta    | 27   | Halifax      | 9 años por actividad sexual con una niña                                                                                     |
| Azeem        | Subhani  | 25   | Halifax      | 9 años por actividad sexual con una niña                                                                                     |
| Talib        | Saddiq   | 31   | Halifax      | 8 años por actividad sexual con una niña                                                                                     |
| Sikander     | Malik    | 31   | Halifax      | 7 años por actividad sexual con una niña                                                                                     |
| Mohammed Ali | Ahmed    | 43   | Halifax      | 6 años por actividad sexual con una niña                                                                                     |
| Aftab        | Hussain  | 37   | Halifax      | 6 años por actividad sexual con una niña                                                                                     |
| Mansoor      | Akhtar   | 25   | Huddersfield | 6 años por actividad sexual con una niña y el suministro de drogas de clase B                                                |
| Sikander     | Ishaq    | 31   | Halifax      | 6 años por actividad sexual con una niña                                                                                     |
| Furqaan      | Ghafar   | 31   | Derby        | 5 años y 3 meses tras confesar un cargo de actividad sexual con una niña                                                     |
| Aesan        | Pervez   | 27   | Halifax      | 4 años, condenado por un jurado tras un juicio en el Tribunal de la Corona de Leeds por un cargo de asalto sexual a una niña |

Un decimoctavo miembro de la red fue encarcelado durante 10 meses por suministrar drogas de clase B.
Los condenados en febrero de 2019 y sus sentencias fueron las siguientes:
| nombre   | apellido | edad | residencia         | condena                                                                     |
| -------- | -------- | ---- | ------------------ | --------------------------------------------------------------------------- |
| Saeed    | Akhtar   | 55   | Bradford           | 20 años por dos cargos de incitación a la prostitución infantil y violación |
| Basharat | Jaliq    | 38   | Bradford           | 20 años por cinco cargos de violación y agresión con penetración            |
| Parvaze  | Ahmed    | 36   | Bradford           | 17 años por tres cargos de violación                                        |
| Naveed   | Akhtar   | 43   | Bradford           | 17 años por dos cargos de violación                                         |
| Kieran   | Harris   | 28   | Dewsbury           | 17 años por dos cargos de violación                                         |
| Mahoma   | Usman    | 31   | Bradford           | 17 años por dos cargos de violación                                         |
| Izar     | Hussain  | 32   | Bradford           | 16 años por violación e intento de violación                                |
| Faheem   | Iqbal    | 27   | sin domicilio fijo | 7 años por complicidad en violación                                         |
| Zeeshan  | Alí      | 32   | Bradford           | 18 meses por agresión sexual                                                |

## Controversia
En diciembre de 2017, Quilliam publicó un informe titulado «Group Based Child Sexual Exploitation – Dissecting Grooming Gangs» [Explotación sexual infantil en grupos: análisis de las bandas de engaño pederasta], en el que se concluía que el 84% de los agresores eran de ascendencia del sur de Asia. Esta revisión fue criticada por su mala metodología por Ella Cockbain y Waqas Tufail, en su artículo «Failing victims, fuelling hate: challenges the harms of the 'Muslim grooming gangs' narrative» [Fallar a las víctimas y alimentar el odio: desafíos a los daños de la narrativa de las ‹bandas musulmanas de engaño pederasta›] que se publicó en enero de 2020. En diciembre de ese año, se publicó otro informe del Ministerio del Interior que mostraba que la mayoría de las bandas de engaño pederasta estaban, de hecho, compuestas por hombres blancos. Sin embargo, también se encontró que algunos estudios sugieren una sobrerrepresentación de delincuentes negros y asiáticos en relación con la demografía de las poblaciones nacionales.